# 贾捐之
賈捐之（？—前43年），字君房，洛陽（今屬河南省）人，西汉政治人物。賈誼曾孫。漢元帝年間，賈捐之上疏議論政事得失，受召至金馬門待詔，多次受漢元帝接見，其諫言大多被采納。初元三年，賈捐之諫阻興兵征伐反叛的珠崖郡，主張該地霧露氣濕，毒草蟲蛇之害甚多，許多將士們往往還未見到叛軍，就因水土不服而死，且當地土著凶頑愚昧不受教化，就跟禽獸沒兩樣，不值得勞師動眾遠征，加上出兵平叛需花費大量錢財與人力物力，不如撤銷珠崖郡，以節省國家財政支出，最終在丞相定國的支持下，漢元帝採納賈捐之的建議，下旨廢棄珠崖郡
。
後來賈捐之因屢次抨擊中書令石顯，使石顯懷恨在心，故而未能獲得一官半職，晉見漢元帝的機會亦日漸稀少，賈捐之為求得進身機會，與好友楊興共同謀劃，兩人聯名上疏吹捧石顯，冀望能藉此入仕為官，卻反遭石顯抓住把柄，以洩漏朝廷機密、欺君不道的罪名將二人下獄，經過審判楊興被髡鉗為城旦，賈捐之則遭判處死刑棄市。

## 生平

### 叛亂頻仍
賈捐之是贾谊的曾孫，汉元帝初即位時，他上疏談論政事得失，受徵召到长安未央宫的金馬門待詔。
起初，汉武帝討伐南越，元封元年在當地設置了儋耳郡和珠崖郡，兩郡都位在南方大海中的島嶼上，縱橫大約一千里，總共有十六個縣，二萬三千戶，那裡的土著性情兇猛暴躁，倚仗地勢險阻，與汉朝交通隔絕，經常觸犯官府的禁令，而官吏也殘酷虐待他們，他們大致過幾年便造一次反，攻殺官吏，漢朝就派兵攻打平定他們，從開始設郡至汉昭帝始元元年，二十多年間，共發生了六次反叛事件。始元五年朝廷罷置儋耳郡，將該地併入珠崖郡管轄。到了汉宣帝神爵三年，珠崖郡有三個縣又發生叛亂。此後七年，至甘露元年，珠崖郡九個縣造反，漢朝立即發兵弭平這兩次叛亂。

### 諫阻發兵
漢元帝初元元年，珠崖郡再次發生反叛，漢朝出兵攻打他們，各縣接連反叛，此起彼伏，連年不得安定，漢元帝與群臣商議，準備大規模調兵鎮壓，賈捐之提出建議，認為不應該派兵攻打，漢元帝派侍中駙馬都尉樂昌侯王商責問賈捐之說：「珠崖內屬為郡已經很久了，現在郡民背叛朝廷，違抗節制，你卻說不應當攻打，助長蠻夷的叛亂，損害先帝的功德，根據經典大義你要如何解釋？」賈捐之對答道：
|  | 臣有幸遇上昌明興盛的朝代，承蒙讓臣直言的策問，沒有觸犯忌諱的憂慮，遂敢冒死竭盡拳拳忠心。 臣聽說尧、舜是聖王中德行最大的，禹已入聖境，卻不夠優裕安泰，所以孔子稱譽堯說「真偉大啊」，讚美歌頌舜德的韶樂說「盡善盡美」，褒揚禹說「無可挑剔」，以堯、舜、禹三位聖王的盛德，國土也不過只有方圓數千里，西至流沙，東臨大海，北方和南方皆蒙受其聲威教化，澤及四方邊遠蠻夷之地，願意接受德教的就治理他們，不願接受的就不強行治理。所以，君臣上下同心歌頌、傳揚德治教化，一切生靈都各得其所。武丁、周成王分別是殷商、周朝的大仁大德之君，然而其轄境東方沒有超過江国和黄国，西面不過氐人、羌人地區，南不過荊蛮，北不過朔方，所以，頌聲並起，所有生靈都樂於自己的生活，越裳氏通過翻譯前來進獻，這不是用戰爭所能達到的。等到周朝衰弱時，周昭王南征楚国死於漢水，齐桓公以「尊王攘夷」相號召，挽救周王室的危難，孔子奉行尊周王、貶夷狄的原則修訂《春秋》的文辭。到了秦朝，興兵遣攻，貪求境外之功而耗費國內之力，只想著開疆擴土，而不考慮其危害，然而，秦朝的疆域最南也未過閩越，北部也不過太原，卻引起天下崩潰叛亂，大禍終於在秦二世末年發生，控訴其暴政的長城之歌至今不絕於耳。 幸賴神聖的漢朝興起，為百姓請命，平定天下。到了汉文帝繼位，憐恤中國未得安寧，於是偃武修文，全國需要審理的案件才幾百個，百姓每人每年繳納算賦只有四十錢，丁男每三年服繇役一個月。當時有人來獻千里馬，漢文帝下詔說：「鸞旗車在前，屬車在後，吉行一日走五十里，師行一日走三十里，朕騎著日行千里的駿馬，獨自一人往哪裡去呢？」於是退還了千里馬，給予獻馬者來往的路費，接著下詔說：「朕不接受獻禮，茲令四方不得要求來京進獻禮物。」在那時，放縱遊蕩的玩樂絕跡，奉送珍奇麗色的風氣停息，表演鄭國、卫国樂舞的倡優式微。後宮美色盛多則賢者退隱，巧言諂媚之徒掌權則直言諫諍之臣閉口不語，而漢文帝不做驕奢淫逸親佞疏賢之事，所以谥号叫「孝文」，庙号稱「太宗」。 到了漢武帝元狩六年，太倉的陳糧多到腐臭而不能食用，都內裡的銅錢因穿錢的繩索朽斷而無法計點，於是，君臣追究漢高祖在平城遭受白登之围的舊事，收集自冒頓單于以來匈奴多次侵害的罪行，登記兵員、鞭策战马，依靠富裕民眾的財力、物力征服匈奴。西連諸國遠至安息，東過碣石以玄菟、樂浪為郡，北面擊退匈奴於萬里之外，又築起一系列營壘要塞，制服南海越人在其地設置八個郡，結果天下被判刑者數以萬計，百姓每人每年繳納算賦多達數百錢，又創設鹽、铁、酒專賣以增加財政收入，但仍不敷使用，在那時，盜賊並起，軍隊頻繁出動，父親戰死於前，兒子鬥傷於後，女子登上堡壘守衛，孤兒在道路旁哀嚎，老母寡婦涕淚交流，在街頭巷口痛哭，遙設靈位，向空虛祭，思念萬里之外親人的孤魂，淮南王刘安偷刻虎符，暗中招納名士，圖謀不軌，關東公孫勇等人冒充使者作奸犯科，之所以如此，都是因朝廷開疆擴土過於廣大，征伐戰爭沒有休止的緣故啊！ 現在，國家財政可以依靠的只有關東（函谷关以東）地區，關東最大的地區只有齊、楚，而當地的民眾長期困窮，連年顛沛流離，離開自己的故鄉，飢寒而死，屍體枕籍於道路。人之常情，沒有誰比父母更親近，沒有什麼比夫婦相愛更快樂，可是現在慘到丈夫嫁妻子，父母賣兒女，法令不能禁絕，道義不能阻止，這是國家的憂患啊！現在陛下不能忍受珠崖反叛的憤怒，打算驅使士眾南征，將他們推進茫茫大海之中，快意於幽冥之地，這可不是救助饑饉，保全百姓的舉措啊！《诗经·小雅·采芑》說：「蠢爾蠻荊，大邦為讎」，說的是聖人興起然後這些夷狄才歸服，中國衰微他們便率先叛亂，動不動就成為國家的禍難，自古以來為患很久了，更何況珠崖土著又是在南方萬里之遠的蠻夷呢！骆越人父子同河洗澡，習慣用鼻子喝水飲酒，跟禽獸沒有什麼差別，本來就不值得在那裡設置郡縣安置他們，他們愚昧無知，獨處一海之中，那裡雲霧遮罩，空氣潮濕，毒草、蟲蛇、水土之害極多，還未見到敵人，我們的戰士就先中毒而死，又不是只有珠崖郡出產珍珠、犀牛角、玳瑁，丟掉它並不足惜，不攻打它也不損害國威，珠崖的土著就像鱼鳖一樣，哪裡值得貪求呀！ 臣謹以從前攻打羌人的戰事來議論，當時用兵還不到一年，軍隊出征沒有超過一千里，便耗費了四十餘萬萬錢，大司農掌管的錢全數用光，只得拿少府掌管的「禁錢」來救急，一個小小西羌地區都處理不好，花費尚且如此巨大，更何況勞師遠征，犧牲將士而收不到功效呢！考求於往古則不合聖人的教誨，施用於當今又不利於國家人民。臣愚昧地認為，不是衣冠文明之國，《禹貢》述及的地區與《春秋》記載到的，都可以暫且不去理會，希望最終放棄珠崖郡，專心以救恤關東飢荒為慮。 |

### 罷撤珠崖
賈捐之的對策上呈之後，漢元帝就此詢問丞相、御史大夫，其中御史大夫陳萬年認為應當興兵攻打珠崖，丞相定國則認為：「從前勞師動眾攻之連年，領軍出征的護軍都尉、校尉及丞共十一人，生還者只有兩人，戰士和運輸人員死亡達萬人以上，耗費的錢三萬萬之多，尚且不能徹底降伏他們，如今關東困乏，百姓難以再經受驚憂動盪，賈捐之的意見是正確的」。
漢元帝於是聽從賈捐之的建議，下詔說：「珠崖頑虜殺害百姓官吏，背叛朝廷，造反作亂，現在朝廷議事諸臣，有人說應當攻打，有人說可以駐守，有人要丟棄該地，主張各不相同，朕日夜思考議事者之言，羞恥於國威不揚者，想誅伐它，狐疑不決、躲避艱難者，則主張駐兵屯田，通曉時事之變者，則憂慮萬民困苦。萬民的飢餓與不討伐遠方的蠻夷，二者誰的危險更大呢？宗庙祭祀的用品尚且因荒年而未能完備，何況是迴避不太可羞的恥辱呢！眼下關東窮困，倉庫空虛，無力救濟，如果再加上出兵征討，非但勞民傷財，荒年亦會隨之而來，茲令罷置珠崖郡，當地居民有嚮往正義願意遷入內地者，就在所到之處予以適當安置，如果不願內屬，不要勉強。」珠崖郡因此撤銷。

### 互薦求官
賈捐之多次受漢元帝召見，其進言大多被採用。當時中书令石顯掌權，賈捐之屢次揭發他的短處，因此得不到官職，後來在石顯的詆毀下，賈捐之就很少被召見了。而長安令杨兴（字君蘭）當時因有才能受到漢元帝寵幸，賈捐之與他交好。賈捐之想得到漢元帝召見，便對楊興說：「如今京兆尹之位空缺，如果幫助我見到皇上，就替君蘭你美言，你可以立刻獲得京兆尹的職位。」楊興說：「皇上曾說我勝過御史大夫薛广德，我的事容易助成，君房你筆下生花，言語妙天下，如果讓君房做尚书令，可比五鹿充宗強多了。」賈捐之說：「假如我能夠取代五鹿充宗，君蘭做京兆尹，京兆為郡國之首，尚書令是百官之本，天下真正大治，賢士們就不會再受阻隔壓制了，捐之從前說平恩侯許嘉可做將軍，期思侯賁並可任諸曹，後來都如我所言，又推薦谒者滿宣，他很快便當上冀州刺史，建議中謁者不宜接受職事，宦官不宜進入宗廟，這兩件事馬上就停止了，推薦你出任京兆尹必定奏效，難道不應當像建議上述諸事一樣被採納嗎！」楊興說：「我再晉見皇上時，一定幫君房你美言。」賈捐之又把石顯指責了一番，楊興說：「石顯正在顯貴之時，皇上信用他，如今要進身為官，只管聽從我的謀劃，暫且投其所好」。
賈捐之於是和楊興共同寫了一份推薦石顯的奏章，奏章說：「私下看到石顯出身山東名門望族，有禮義之家。執政六年以來，不曾有過，通曉諸事，機敏明察，出了官府大門就回家，從不隨意交遊。應賜爵關內侯，引用其兄弟為諸曹。」賈、楊兩人又一塊起草了一份推薦楊興的奏章，奏章說：「私下看到長安令楊興，有幸憑藉知名而數次蒙皇上召見。楊興奉養父母有曾子之孝，侍奉師長有颜回、閔子騫之才，美名聞於四方。明詔舉薦茂才，列侯以他為首，他擔任長安令，官吏百姓尊敬歸心，路人皆稱頌其能，觀其下筆作文，則如董仲舒，言談舉動，則如东方朔，置之諍臣，則如汲黯剛直，用其領兵，則如冠军侯霍去病，使其治民，則如趙廣漢，奉公絕私，則如尹翁归。楊興兼有此六人的德才，守道堅定，執義不屈，臨大節而不可奪其志，是國家的良臣啊！可試用他擔任京兆尹」。
石顯聞知此事後，奏報漢元帝，遂將楊興、賈捐之逮捕下獄，令皇后王政君的父親陽平侯王禁與石顯共同審理，二人上奏說：「楊興、賈捐之心懷偽詐，引用皇上的話語相互吹捧，相互舉薦稱譽，想藉此謀求高官顯位，洩漏朝廷機密，欺君罔上大逆不道，《尚書·舜典》說：『讒言邪說，滅絕善行，震駭眾人。』《礼记·王制》說：『順從邪念行事而又掩飾美化者，不用審判即可殺之！』請依法治罪。」賈捐之最終遭判處死刑棄市，楊興減死罪一等，被剃去頭髮，以鐵圈束住脖子，服四年到六年的城旦刑。後在汉成帝年間，楊興官至刺史。

## 評價
- 班固：《詩》稱「戎狄是膺，荊舒是懲」，久矣其為諸夏患也。漢興，征伐胡越，於是為盛。究觀淮南、捐之、主父、严安之義，深切著明，故備論其語。世稱公孫弘排主父，张汤陷嚴助，石顯譖捐之，察其行跡，主父求欲鼎亨而得族，嚴、賈出入禁門招權利，死皆其所也，亦何排陷之恨哉[1]。

## 延伸閱讀
[在维基数据编辑]
 在维基文库阅读此作者作品
 《漢書·卷064上》，出自班固《漢書》
 《漢書/卷064下》，出自班固《漢書》